# Royaume du Sine
Pour l’article homonyme, voir Sine (cours d'eau).
1350–1969
Entités suivantes :
- Colonie du Sénégal

Le royaume du Sine (aussi : Sin ou Siin en langue sérère) est un ancien royaume pré-colonial le long de la rive nord du delta du Saloum dans l'actuel Sénégal. Une grande partie de la population du royaume était et est toujours sérère. Les rois portaient le titre de Maad a Sinig ou Mad a Sinig (en sérère). Le terme Bour Sine est également utilisé principalement par les non-sérères en se référant aux rois sérères. Le mot Bour et ses dérivés tels que Buur est le mot wolof pour roi,.
Le terme Bour Sine est employé à tort comme titre des Rois du Sine. Mais leur titre est bien Maasinig qui signifie roi du Sine. Ceux qui parle de Bour Sine comme titre en prétextant que les explorateurs portugais désignaient les sérères comme Barbacini qui est dérivé du sérère ou encore que sur les tombes des derniers rois est marqué le terme Boir Sine, ignorent d'une part que le Sine ne se nomme pas comme tel en sérère mais plutôt Sinig d'où le titre Maasinig, d'autre part, ils ignorent que les Portugais ayant été en contact avec les wolofs avant les sérères, se sont basés sur un terme qu'ils ont découvert chez les Wolofs. Ce phénomène est semblable à l'appellation « peul » ou enmouve « bambara » qui sont des termes Wolofs que les Français ont pris chez des informateurs wolofa et avec lesquels ils ont désignés ces peuples qui se désignent eux-mêmes sous les noms de « pulo/fulbe » et « bamanan kan » pour les bambaras. Depuis ces dernières années, avec le mouvement de la renaissance de la culture sérère, certains préfèrent utiliser le terme sérère Mad a Sinig pour se référer aux rois sérères.

## Histoire
Selon la tradition orale, le « royaume du Sine » apparaît avant 1400. Maysa Wali Jaxateh Manneh fuit le Kaabu avec sa famille après la bataille de Troubang vers 1335 et obtient l'asile auprès de la noblesse sérère du Sine,. Il était membre de la dynastie maternelle des Guelwar du Kaabu, famille vaincue par la dynastie maternelle concurrente des Nyanthio lors de la bataille de Troubang. Les Guelwar se seraient alors fondus au sein des Sérères par mariage. Maysa Wali, assimilé au sein de la culture sérère, sert comme conseiller juridique auprès de la noblesse sérère du Sine composant "Le Grand Conseil des Lamanes". Il est ensuite élu et couronné dans les règles par la noblesse et le peuple sérères. Près d'une décennie après son couronnement, il participe à la fondation de l'empire du Djolof, en soutenant Ndiadiane Ndiaye. Il est le premier roi de du Sine dans l'actuel Sénégal qui à volontairement donner son allégeance à Ndiadiane Ndiaye, faisant du Sine un vassal de l'empire du Djolof,.

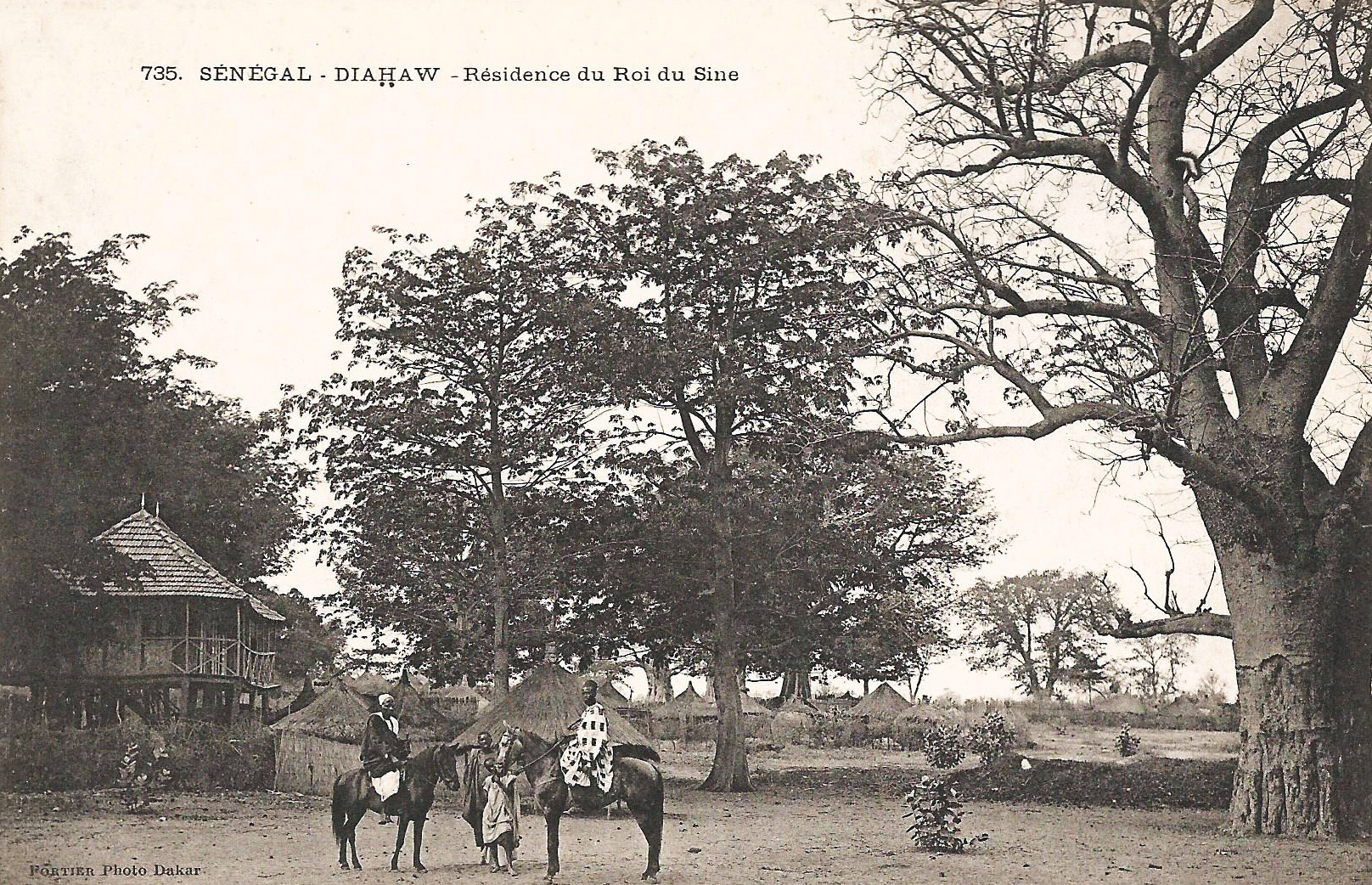
Résidence du roi du Sine à Diahaw (AOF).

Vers le début de 1550, les royaumes du Sine et du Saloum renversent le joug du Jolof et deviennent des royaumes indépendants. Les rois du Sine ainsi que du Djolof continuent à suivre les religions traditionnelles africaines. Le 18 juillet 1867, le marabout musulman Maba Diakhou Bâ est tué à la bataille de Fandane-Thiouthioune  par le roi du Sine Coumba Ndoffène Famak Diouf alors qu'il tente de prendre le contrôle du Sine et d'en faire une terre musulmane. Les rois du Sine conservent leurs titres et une reconnaissance officielle pendant la période coloniale et jusqu'en 1969 avec la mort de Mahecor Diouf, le dernier roi du Sine, qui a régné de 1924 à 1969.

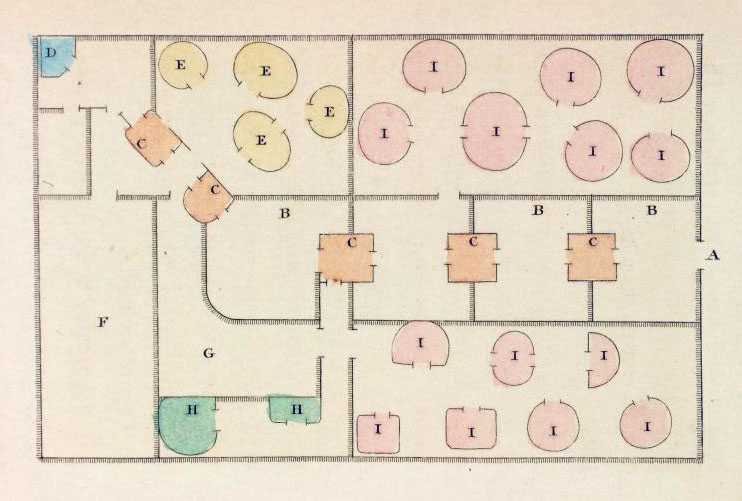
Plan de la résidence du Maad a Sinig à Joal.

Les explorateurs Portugais du XVe siècle nomment le Sine « royaume de Barbaçim », et ses habitants Barbacins, terme généralisé par les premiers auteurs à l'ensemble des Sérères. D'autres auteurs contestent et font des Serreos et Barbacins des peuples distincts. Les anciennes cartes européennes recourent fréquemment, pour désigner le fleuve Saloum, à l'expression la « rivière des Barbacins / Barbecins ».
Il est maintenant reconnu que les termes Serreos (Sereri) et Barbacini ont été effectivement, une corruption de l'expression wolof Buur ba Sine, signifiant « roi du Sine », par Alvise Cadamosto - le navigateur du XVe siècle. Alvise fait, à tort, une distinction entre les Sereri (les gens Sérères) et le Barbacini, ce qui semble indiquer qu'il faisait référence à deux entités différentes. En fait, le Royaume du Sine était un royaume Sérère sous la souveraineté du roi du Sine (Barbacini). Alvise n'avait jamais été lui-même dans le pays Sérère, ses récits au sujet des gens du Sine étaient principalement basées sur ce que ses interprètes wolof lui disaient. Or, tel que rapporté par Alvise lui-même, les Wolofs du Cayor étaient en conflit régulier avec le Sine-Saloum. Voir:
- les Nduts, entre la " falaise " de Thies et le lac Tanma, soit une région de collines (tangor) en Ndut,
- les Nones, qui peuplent la région qui s'étend autour de Thies et le Nord du Jobaas,
- les Saafens, qui peuplent un petit massif de collines en bordure de l'océan autour de Njas,
- les Barbacini (Seh), autre désignation des sérères du Sine.

En 2019, le peuple sérère du Sine décide de rétablir sa monarchie, et Maad a Sinig Niokhobaye Fatou Diène Diouf est couronné roi du Sine (Maad a Sinig) le 8 février 2019 à Diakhao, la capitale précoloniale du Sine. Il appartient à la Maison Royale de Semou Njekeh Diouf via la branche de Maad a Sinig Semou Maak Diouf, et membre de la matrilignée Guelowar par sa mère Lingeer Fatou Diène,,,. Depuis que le Sine fait désormais partie du Sénégal indépendant, Niokhobaye Diouf est un monarque constitutionnel sans pouvoirs officiels. Son rôle est simplement cérémonial et diplomatique. Il a cependant de l'influence et a pu utiliser l'ancienne et agréable relation de cousinage entre les peuples Sérères et Diolas en assurant la liaison avec le roi d'Oussouye (Maan Sibiloumbaye Diédhiou) pour aider au développement économique et culturel, ainsi qu'à instaurer la paix en Casamance, après des décennies de conflit casamançais,,.

### Structure politique du Sine
La structure politique du Sine comprend les 'Lamanes (le chef de la province, à ne pas confondre avec les Lamanes anciens), les héritiers présomptifs comme le Buumi, le Thilas et le Loul, le Grand Farba Kaba (chef de l'armée), le Farba mbinda (ministre des Finances) et le Grand Jaraaf (conseiller du roi et tête du Conseil des électeurs chargés d'élire les rois) ,. Le schéma suivant donne une version condensée de la structure politique du royaume du Sine.
Maad a Sinig (roi du Sine)
- Héritier présomptifs
  - Buumi
  - Thilas
  - Loul
- Hiérarchie centrale
  - Grand Jaraaf (Tête du noble Conseil et Premier ministre)
  - Grand Farba Kaba (Chef de l'armée)
  - Farba mbinda (Ministre des finances)
  - Linguère (La reine. Chef de la cour des femmes)
- L'entourage royale
  - Paar no Maad (Le griot du roi. Il est très puissant et influent. Habituellement très riche)
  - Famille
- Commandements territoriaux (Les de titres)
  - Lamane (Détenteurs de titre et noblesse terrienne)

## Symboles
L'hymne du Sine était « Fañ na NGORO Roga deb no kholoum O Fañ-in Fan-Fan ta tathiatia » (nul ne peut rien contre son prochain sans la volonté divine). Sa devise était : « Dial - fi - mayou to tiin » (servir et produire avec désintéressement). Son drapeau était blanc, en signe de paix.
Les Dioundioung ou junjung (chantés par plusieurs musiciens comme Yandé Codou ou Youssou Ndour "Dioundioung ya thia Sine ") sont des tambours liés à l'histoire du royaume sérère. Ils ne résonnaient que pour le roi, le Bour Sine. Tous les vendredis, ils se faisaient entendre au petit matin dans la cour royale. C'était pour annoncer la tenue du conseil royal (comme le conseil hebdomadaire des Ministres actuellement). Leur sortie était aussi autorisée lors d'une guerre contre des envahisseurs. Envahisseurs, car le Sine n'a jamais franchi ses frontières pour attaquer un autre royaume. Il a, de tout temps, essayé de son mieux pour entretenir des relations de bon voisinage avec les royaumes frontaliers.
Toutefois, lorsqu'une confrontation avec un envahisseur tirait en longueur, le Bour Sine faisait battre les tambours royaux. Leur battement était synonyme d'appel au ralliement de tous les hommes valides afin que la défaite de l'ennemi soit rapide. Pour rappel, à la bataille de Fandane, lorsque Lat Dior, très au fait de cette réalité, a entendu cette sonorité, il conseilla à Maba de battre en retraite. Il était certain qu'après des heures combats, les forces de l'Almamy ne pourraient plus contenir l'affluence de Salmakors qui menaçait. Car les Dioundioung, au-delà de leur aspect mystique, sonnaient la mobilisation de tout ce que le royaume comptait comme hommes valides selon Cheikh Sanou Mône Diouf Diakhao.

## Liste de souverains

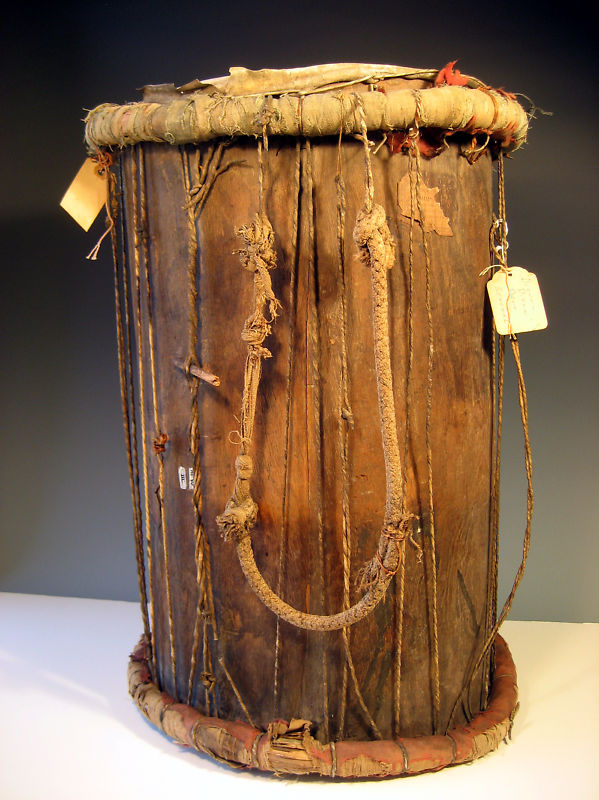
XIXe siècle Junjung du Sine.

Ils portaient le titre de Maad Siin ou Maad a Sinig
- Biram Pate Ñilan Njay (1785 ?)
- Latsuk Ñilan Samba Juf
- Latsuk Fañam Fay
- Bukar Cilas Jajel Juf
- Amakodu Samba Juf
- Bukar Cilas Sangay Juf
- Bukar Cilas a Mbotil Juf
- Bukar Cilas Mahe Sum Juf
- Mbay Fotlu Jog Juf
- Amakodu Mahe Ngom Juf
- Latsuk Coro Fata Fay
- Njaka Ndofen Ñilan Jogoy Fay (1837 ?)
- Amakumba Mboj (183.-1839)
- Amajuf Ñilan Fay Juf (1825-1853) (Maad a Sinig Ama Diouf Gnilane Faye Diouf)
- Kumba Ndofen Famak Juf (1853-1871) (Maad a Sinig Coumba Ndoffène Famak Diouf)
- Sanu Mon Fay (1871-1878)
- Semu Mak Juf (1878-1881)
- Amadi Baro Juf (1881-1884)
- Mbake Mak Kodu Njay (1884-1885 : premier règne)
- Jaligi Sira Juf (1885-1886)
- Mbake Mak Kodu Njay (1886 : deuxième règne)
- Ñoxobay Semu Juf (1886-1887)
- Mbake Ndeb Njay (1887-1898)
- Kumba Ndofen Fandeb Juf (1898-1924) (Maad a Sinig Coumba Ndoffène Fandepp Diouf)
- Mahekor Juf (1924-1969) (Maad a Sinig Mahecor Diouf)